# ييري مادل
ييري مادل (بالتشيكية: Jiří Mádl)‏ (و. 1986 – م) هو ممثل، ومخرج من التشيك . ولد في تشيسكي بوديوفيتش.

## روابط خارجية
- ييري مادل على موقع IMDb (الإنجليزية)
- ييري مادل على موقع ألو سيني (الفرنسية)
- ييري مادل على موقع ميوزك برينز (الإنجليزية)
- ييري مادل على موقع أول موفي (الإنجليزية)
- ييري مادل على موقع ديسكوغز (الإنجليزية)
- ييري مادل على موقع قاعدة بيانات الفيلم (الإنجليزية)
- ييري مادل على موقع كينوبويسك (الروسية)